# Кондратьева, Александра Семёновна
Александра Семёновна Кондратьева (26 мая 1919 — 23 октября 2002) — передовик советской цветной металлургии, волочильщица Кольчугинского завода обработки цветных металлов имени С. Орджоникидзе Министерства цветной металлургии СССР, Владимирская область, Герой Социалистического Труда (1966).

## Биография
Родилась в 1919 году в селе Гольяж Владимирской области, в русской семье. 
В 1945 году стала трудиться на заводе имени Серго Орджоникидзе в цехе №5 волочильщицей. В совершенстве овладела профессией, постоянно перевыполняла плановые задания, одна из первых была удостоена звания "Ударник коммунистического труда". 
В марте 1965 года досрочно выполнила плановое задание седьмой пятилетки, в этом же году стала участницей выставки достижений народного хозяйства.   
Указом Президиума Верховного Совета СССР от 20 мая 1966 года за особые заслуги и высокие производственные достижения в цветной металлургии Александре Семёновне Кондратьевой было присвоено звание Героя Социалистического Труда с вручением ордена Ленина и медали «Серп и Молот».
Была депутатом городского Совета и членом ЦК профсоюзов.
Проживала в городе Кольчугино Владимирской области. Умерла 23 октября 2002 года.

## Награды
За трудовые успехи была удостоена:
- золотая звезда «Серп и Молот» (20.05.1966)
- орден Ленина (20.05.1966)
- другие медали.

- Почётный гражданин города Кольчугино (08.12.1982).